# Белоуст питон
Белоустите питони (Leiopython albertisii) са вид влечуги от семейство Питонови (Pythonidae).
Разпростарнени са в северните части на остров Нова Гвинея.
Таксонът е описан за пръв път от Вилхелм Петерс през 1878 година.